# AC Voghera
AC Voghera is een Italiaanse voetbalclub uit Voghera die in de Serie D/B speelt. De club werd opgericht in 1919. De officiële clubkleuren zijn rood en zwart. AC Voghera speelde in 1948 voor het laatst in de Serie B.